# Université du Yukon
L'Université du Yukon, ou Yukon University ou YukonU, est une université publique canadienne basée à Whitehorse fondée en 1988 en tant que Collège du Yukon ou Yukon College. Elle est élevée au niveau d'université en 2020.

## Histoire
Le collège est fondé en 1988. En 2020, l'institution devient une université, la première dans un territoire du Canada. Elle offre un enseignement hybride ainsi que des diplômes de premier et deuxième cycles.

## Description
Le campus universitaire se nomme campus Ayamdigut et surplombe le fleuve Yukon.

## Relations internationales
L'université est membre de l’Université de l'Arctique. UArctic est un réseau international d’universités, d’instituts de recherche et d’organisations ayant pour but de promouvoir, coordonner et soutenir la recherche ainsi que l’éducation en régions arctiques.